# Dvacetistěn

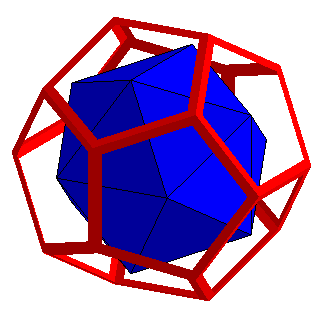
Duální tělesa

Pravidelný dvacetistěn (ikosaedr) je trojrozměrné těleso, jehož stěny tvoří 20 shodných rovnostranných trojúhelníků. Má 12 vrcholů a 30 hran.
Patří mezi mnohostěny, speciálně mezi takzvaná platónská tělesa.
Tento tvar se vyskytuje u některých druhů virů či krystalů, např. elementární bor .